# Tomopisthes
Tomopisthes là một chi nhện trong họ Anyphaenidae.